# Småröd
Småröd är en trakt i Foss socken i Munkedals kommun några kilometer söder om centralorten Munkedal, vid gränsen mot Uddevalla kommun. Området ligger på västra sluttningen av Taske ås dalgång. Inom området går såväl gamla som nya E6 samt järnvägen Bohusbanan.
Närmaste granne söderut är Fränneröd som ligger i Skredsviks socken, Uddevalla kommun, i nordost ligger Svinebacka och där bortom Hensbacka. I nordväst vid Taske ås mynning i havet ligger orten Saltkällan.
Här fanns modelljärnvägsmuseet Chateau Småröd Museum, som fick stängas på grund av motorvägsbygget.

## Motorvägsutbyggnaden under 2000-talet
E6 har byggts ut till motorväg genom hela Bohuslän. 2006 slutade motorvägen söderifrån i Småröd och övergick där till den gamla E6 in mot Munkedal. Mellan 2006 och 2008 byggdes en tre kilometer lång sträcka motorväg från Småröd förbi Saltkällan och på två broar över Taske å och Örekilsälven. Motorvägen öppnades för trafik den 14 juni 2008. Denna sträcka av motorvägen är 21,5 meter bred och har beräknats kosta cirka 200 miljoner kronor.
Den gamla E6 går i nord-sydlig riktning mellan nya E6 i väster och Taske å i öster, på andra sidan ån går Bohusbanan. Den nya sträckningen av E6 går längs kanten av Purkeberget strax väster om byn, men var vid tiden för raset inte i bruk.
Inför utbyggnaden av motorvägen gjordes arkeologiska undersökningar i området.

## Vägraset december 2006
Huvudartikel: Vägraset vid Småröd
Vid sjutiden på kvällen den 20 december 2006 inträffade ett stort jordskred längs med Taske å.
- Den 15 februari 2007 öppnades åter vägen, en vägbank hade då byggts upp längs med den gamla sträckningen av E6.
- Den 24 februari 2007 öppnades åter järnvägen, 150 meter ny banvall hade då byggts strax öster om den gamla.
- Både den 15 och 24 februari var det ceremonier vid återinvigningarna med infrastrukturminister Åsa Torstensson och andra högt uppsatta.